# Ytvアナウンサー向上委員会 ギューン↑
『ytvアナウンサー向上委員会 ギューン↑』（ワイティブィアナウンサーこうじょういいんかい ギューン↑）とは、2010年7月17日から2020年10月1日（9月30日深夜）まで読売テレビで未明（深夜）に放送されていた関西ローカルの4分間のミニ情報バラエティ番組である。

## 概要
読売テレビのホームページのコンテンツである「ytv 女子アナ向上委員会」から派生したバラエティ番組。番組名では「女子アナ」ではなく、「アナウンサー」となっている。
このコンテンツでは同局の若手女子アナウンサー3名がガダルカナル・タカ委員長から与えられる課題を乗り越えて成長していく過程を動画で公開している。
番組では翌週月曜から配信される内容の予告をしたり、それに関連する情報などを放送している。
番組タイトルの『ギューン↑』は、アルファベット表記で『GunE↑』とも表記される。この番組の前に放送される『キューン!（CunE!）』をロゴごと流用しているが、テンションがギューン↑と上がる情報を伝えるという意図もある。また番組サイトによると、『キューン!（CunE!）』から基本的な番組スタイルごと流用しているともされる。
収録は同局内の出演者控室（楽屋）やリハーサル室などで行われることが多い。局外でのロケ収録が行われた。
スケジュールの関係などで、レギュラー出演のアナウンサーが揃わない週もあり、向上委員会の派生企画である読売テレビの男性アナウンサーにより結成された「まだまだボーイズ」のメンバーや、他の女子アナ（脇浜紀子や森若佐紀子や虎谷温子などが出演歴あり）が出演する週もある。
基本的には、同じ週の3日間には同じVTRを放送している（「キューン!（CunE!）」の放送スタイルを踏襲）。ただし現在キューン!では初回を土曜日（金曜日深夜）としており、一方の本作は初回を木曜日（水曜日深夜）と差異がある。2012年4月より放送日がそれまでの土・日・月曜未明（金・土・日曜深夜）から木・土・日曜未明（水・金・土曜深夜）へと変更された。
2010年12月3日に「ytv女子アナ向上委員会」初のDVDが発売された。タカ委員長から課せられた販売ノルマの1500枚以上を予約段階で売り上げ、ご褒美として「南の島（的な場所）」でのロケとDVD vol.2 の発売が決定した。
2020年10月1日（9月30日深夜）をもって終了した。最終回は「10周年イベント」として澤口以外のメンバー全員が集まって（澤口は『情報ライブ ミヤネ屋』のスケジュールの関係でビデオ出演）収録が行われた。
後継番組として、2020年10月3日（2日深夜）より『ytvアナウンサー向上委員会』がスタートした。『ギューン』とは異なり、タレントはレギュラー出演しない一方、男性アナやベテランアナも出演するようになった。放送時間は金曜日（土曜未明）の26:31 - 26:38、土曜日（日曜未明）の26:53 - 26:57、日曜日（月曜未明）の27:15 - 27:19に変更となった。

## 出演者

### 最終回までいたメンバー
- ガダルカナル・タカ（肩書きは「委員長」）
- 吉田奈央（初回 - 2016年11月27日（1回目の産休入り）・2018年11月15日（復帰） - 2020年7月末（2回目の産休入り））※リーダー 最後の収録は産休のため手紙で登場（川田アナも）
- 林マオ（初回 - 2013年8月4日（産休入り）・2014年6月13日（復帰） - 2016年8月3日[注釈 3]、2020年9月24日、10月1日）2020年9月24日、最終回に参加。
- 中谷しのぶ（2011年6月11日 加入 - 2018年8月16日（卒業）、2020年9月24日、10月1日）※澤口の加入直後ほぼ入れ替わる形で卒業したが[注釈 4]、2020年9月24日、最終回との登場で現在最多出場の347回
- 諸國沙代子（2015年6月10日 加入）※サブリーダー
- 黒木千晶（2016年6月23日 加入）
- 中村秀香（2017年8月2日 加入）
- 澤口実歩（2018年7月18日 加入）最終回はビデオで登場した。
- 佐藤佳奈（2019年9月4日 加入）最後のメンバー。最終回はアシスタントで登場した。

### 過去（卒業）
- 川田裕美（初回 - 2011年5月9日）※フリー転身により卒業。最終回は産休のため手紙で登場した
- 増井渚（2014年9月18日 - 2016年4月4日）※フリー転身により卒業

## DVD
- ytv女子アナ向上委員会 DVD vol.1（2010年12月3日、アスミック）
- ytv女子アナ向上委員会 DVD vol.2 ～川田アナ涙の卒業式SP～（2011年8月5日、アスミック）
- ytv女子アナ向上委員会 DVD vol.3 ～沖縄でなんくるないさーSP（2012年5月2日、エイベックス・マーケティング）